# Gerd Bollmann (Politiker)
Gerd Friedrich Bollmann (* 28. September 1947 in Wanne-Eickel; † 16. September 2017 in Herne) war ein deutscher Politiker (SPD).

## Leben und Beruf
Nach der Mittleren Reife 1964 machte Bollmann bis 1967 eine Lehre zum Maschinenbauzeichner und besuchte nebenher ab 1965 die Abendschule, an der er 1968 die Fachhochschulreife erwarb. Nach Ableistung des Wehrdienstes begann er 1970 ein Studium des Maschinenbaus an der Fachhochschule Bochum, welches er 1973 als Diplom-Ingenieur (FH) beendete. Anschließend studierte Bollmann an der Ruhr-Universität Bochum Berufspädagogik und Neuere Geschichte und war danach ab 1977 als Berufsschullehrer tätig. Am 16. September 2017 starb er zwölf Tage vor Vollendung des 70. Lebensjahres.
Bollmann war verheiratet und hatte drei Kinder.

## Partei
Gerd Bollmann war seit 1972 Mitglied der SPD und von 1990 bis 2000 stellvertretender Vorsitzender des SPD-Unterbezirks Herne. Von 1998 bis 2001 gehörte er dem SPD-Bezirksvorstand Westliches Westfalen an. Von 2000 bis 2012 war er Vorsitzender des Unterbezirks Herne.

## Abgeordneter
Bollmann war Mitglied der Bezirksvertretung Eickel und dort von 1984 bis 1999 Vorsitzender der SPD-Fraktion. Von 1999 bis 2002 war er Ratsherr der Stadt Herne.
Von 2002 bis 2013 war Bollmann Mitglied des Deutschen Bundestages. Hier war er seit November 2005 stellvertretender Sprecher der Fraktionsarbeitsgruppe Umwelt, Naturschutz und Reaktorsicherheit und seit Dezember 2005 Mitglied des Vorstandes der SPD-Bundestagsfraktion.
Gerd Friedrich Bollmann zog stets als direkt gewählter Abgeordneter des Wahlkreises Herne – Bochum II in den Bundestag ein. Bei der Bundestagswahl 2009 erreichte er hier 51,3 % der Erststimmen. Seine Nachfolgerin mit Direktmandat wurde bei der Bundestagswahl 2013 Michelle Müntefering.

## Mitgliedschaften
Bollmann war Mitglied der Europa-Union Parlamentariergruppe Deutscher Bundestag.

## Belege
1. ↑  Karoline Poll: Ehemaliger SPD-Bundestagsabgeordneter Gerd Bollmann ist tot. In: waz.de, 17. September 2017. Abgerufen am 17. September 2017

| Personendaten    | Personendaten                                 |
| ---------------- | --------------------------------------------- |
| NAME             | Bollmann, Gerd                                |
| ALTERNATIVNAMEN  | Bollmann, Gerd Friedrich (vollständiger Name) |
| KURZBESCHREIBUNG | deutscher Politiker (SPD), MdB                |
| GEBURTSDATUM     | 28. September 1947                            |
| GEBURTSORT       | Wanne-Eickel                                  |
| STERBEDATUM      | 16. September 2017                            |
| STERBEORT        | Herne                                         |